# 핀란드 외무부
외무부(핀란드어: Ulkoministeriö; UM 울코미니스테리외; 우앰[*], 스웨덴어: Utrikesministeriet)은 핀란드 국가평의회의 산하 12개 부처 중 하나다. 국가의 외교 관련 업무를 총괄한다. 상징은 지구 앞에 선 사자.
2017년 기준 예산은 10억 7900 만 유로이며, 그중 6억 7500만 유로는 개발협조에, 2억 4800만 유로는 운영 경비에 사용한다.
중앙 본청의 직원 수는 1,420 명이며 그중 74%가 여성이다. 각 지역 분국 직원이 980명 있고 해외 89개국에 공관이 있다.
핀란드 외무부의 정무직 공무원은 외무장관, 무역개발장관, 북유럽협력장관, 유럽장관이다. 이 중 외무장관이 전반적인 업무를 담당하고, 나머지 세 장관은 이름에서 시사되는 특수업무를 담당한다. 현임 외무장관은 티모 소이니, 무역개발장관은 아네마리 비롤라이넨, 북유럽협력장관은 아네 베르네르, 유럽장관은 삼포 테르호다.
일반 공무원들 중 최선임자는 사무차관이며, 사무차관 밑에 네 명의 차관보가 있어 각각 다음 네 가지 업무를 분담한다. 현임 외무부 사무차관은 페테르 스테늘룬드다.
- 행정·법무·규약
- 외무정책·보안정책·의사소통·문화
- 외부경제
- 국제개발협조·개발정책

이상 고위공무원단들 아래로 12개 국과 2개 실이 있어 실무를 담당한다.

## 같이 보기
- 핀란드의 외무장관